# Жиздринский уезд
Жи́здринский уе́зд — административно-территориальная единица в составе Калужской губернии Российской империи и Брянской губернии РСФСР, существовавшая в 1777—1929 годах. Уездный город — Жиздра.

## География
На территории Калужской губернии уезд располагался на юго-востоке, его площадь составляла 6 531,5 верст² (7 433 км²). В составе Брянской губернии уезд находился на северо-западе, площадь — 5 198 км².

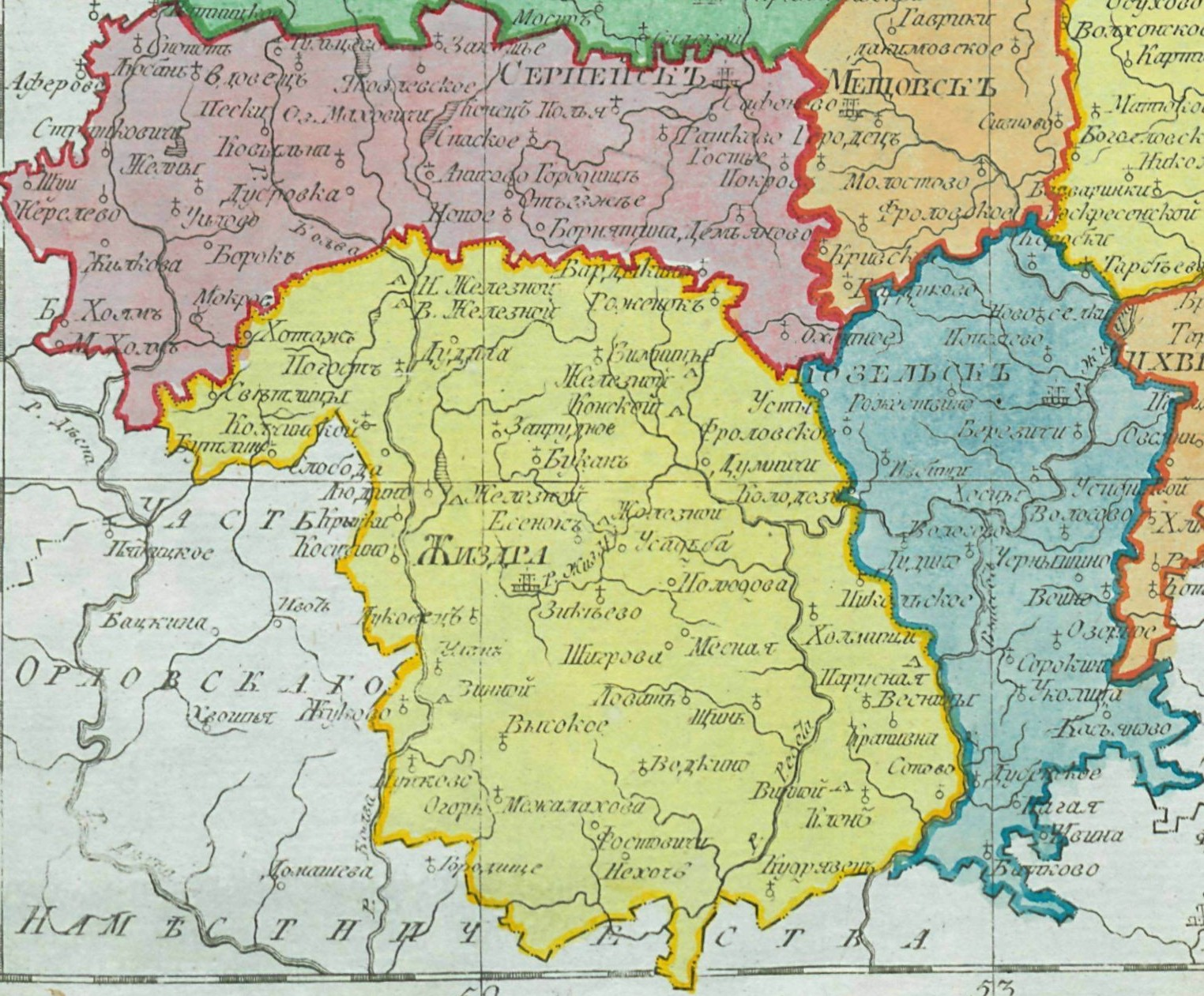
Жиздринский и соседние уезды. Карта из Атласа Сытина. 1792

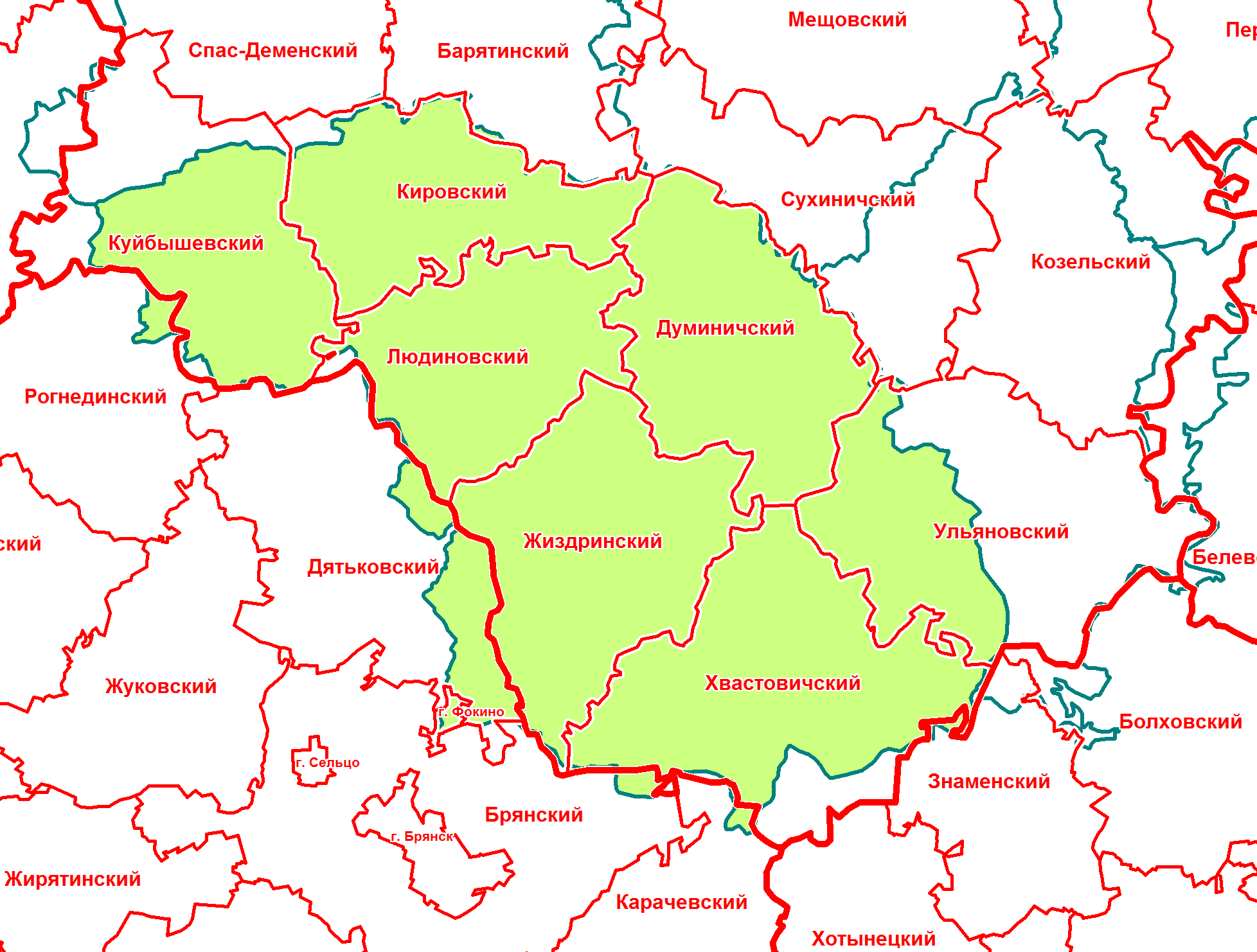
Жиздринский уезд в современной сетке районов

## История
Жиздринский уезд был образован 19 октября 1777 года в ходе административной реформы Екатерины II в составе Калужского наместничества, которое в 1796 году было преобразовано в Калужскую губернию. В состав Жиздринского вошли части Мещовского, Козельского и Брянского уездов.
В 1837 уезд разделен на 3 стана с центрами Хотожь, Брынь и Хвастовичи.
В середине XIX века крупнейшим собственником на территории Жиздринского уезда был промышленник С. И. Мальцов. В 1854 году ему принадлежало на помещичьем и посессионном праве 10 616 чел. мужского пола и 113 740 десятин земли. К 1857 году в уезде было 10 мальцовских предприятий: 4 горноплавильных завода, 5 сахарных, фаянсовая фабрика. За указанный год товаров выработано на 750 тыс. руб.
По 10-й ревизии 1858 года в уезде было 401 населенное место: 1 город, 42 села, 2 слободы, 50 селец, 285 деревень, 11 хуторов. В них — 15 962 двора, 142 779 жителей.
В 1861 году уезд был разделен на 37 волостей. Такое административное деление сохранилось до 1918 года.
Крупнейшие земельные собственники по данным на 1882 год (десятин):
- Мальцевское промышленное торговое товарищество [Мальцев С. И., генерал-майор] 96 773
- Каньшин Анатолий Васильевич, колл. секр. 10 336
- Каньшина Евграфа Вас., тит. сов. насл. 7644
- Жиздринское городское общество 7255
- Орлова-Давыдова Марья Ег., гр. 6446
- Цыплаков Ив. Олимп., пот. поч. гр. 5051
- Жемчужников Ник. Лукич, шт.-ротм. 4110
- Третьяков Иван Никитич, крестьянин [села Ловать, Ловоть тож, в 1877—154 десятин] 3754
- Меньшикова Петра Иудовича, [Жиздр.] Д купца наследники 3747
- Толстой Алекс. Вл., колл. рег. 4000
- Толстая Варвара Андр., вд. ген.-м. 3287
- Ушаков Мих. Григ., шт.-ротм. 3265
- Агарков Вас. Вас., кол. ас. 3256
- Челищева Серг. Ник., шт.-ротм. наследники 2753

Крестьянам в 1868 принадлежало 274 тысячи десятин земли. Около 12 тыс. десятин находилось в церковном владении.

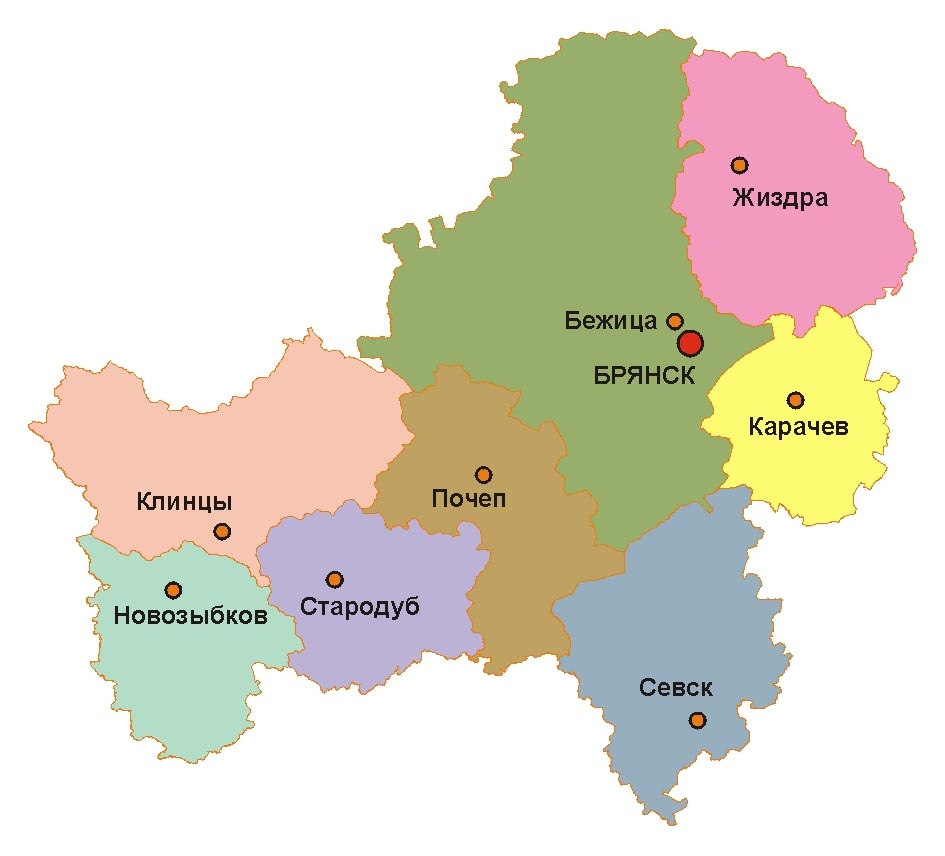
Жиздринский уезд в составе Брянской губернии (1920—1929)

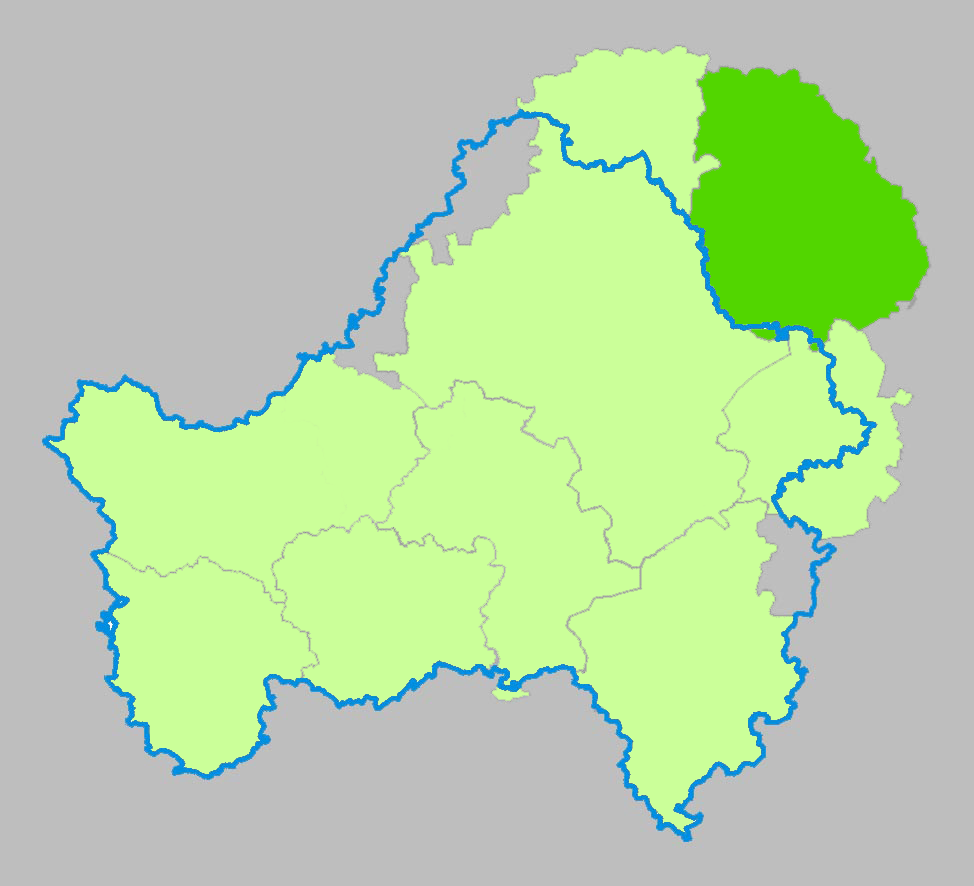
Жиздринский уезд на карте Брянской губернии в границах 1927 года. Голубым цветом показана граница современной Брянской области.

1 апреля 1920 года Жиздринский уезд был передан в Брянскую губернию. В то время его площадь составляла 5503 км², население 249 762 человека, в уезд входило 40 волостей, 282 сельсовета, 774 населённых пункта.
9 мая 1922 года часть уезда отошла к Бежицкому уезду. По переписи 1926 года в Жиздринском уезде имелся один город (Жиздра), 1120 сельских населённых мест, а его площадь составляла 5198 км².
В 1929 году Брянская губерния и все её уезды были упразднены, а их территория вошла в состав новой Западной области. На территориальной основе Жиздринского уезда были сформированы Думиничский, Жиздринский, Людиновский, Песоченский (Кировский), Плохинский (Ульяновский) и Хвастовичский районы, с 1944 года входящие в состав Калужской области.

### Уездные предводители дворянства
- Александр Татищев, 1778-
- Василий Александрович Небольсин, 1782
- Николай Александрович Небольсин, 1784?-1788
- князь Александр Николаевич Львов, 1788—1791
- Николай Александрович Небольсин, 1791—1801
- Александр Фёдорович Голофеев, 1801—1804
- князь Сергей Николаевич Львов, 1804-18..
- Александр Дмитриевич Шепелев, 1806
- Александр Фёдорович Голофеев, 1808—1810
- Иван Фёдорович Шепелев, 1810—1813?
- Александр Дмитриевич Шепелев, 1815
- Степан Михайлович Павлинов, 1818,1823
- Николай Фёдорович Шепелев, 1825,1832
- Александр Григорьевич Небольсин, 1835
- Николай Фёдорович Шепелев, 1839,1842
- Иван Николаевич Шепелев, 1845?-1848?
- Василий Николаевич Шепелев, 1848?—1851?
- Сергей Николаевич Челищев, 1851—1860
- Александр Фёдорович Карышев, 1860—1867?
- Александр Алексеевич Лазарев, 1867?—1885
- Николай Петрович Булгаков, 1886—1901
- Иван Анатольевич Каншин, 1901—1908
- граф Алексей Анатольевич Орлов-Давыдов, 1908—1917

## Административное деление
В 1913 году в уезде было 37 волостей:
- Брынская
- Будская
- Бутчинская
- Вёртенская
- Грибовская
- Дулевская
- Запрудская
- Зикеевская
- Зимницкая
- Кондрыкинская
- Космачёвская
- Которская
- Крапивенская
- Кургановская
- Кцынская,
- Ловатская,
- Лосинская,
- Людиновская,
- Маклаковская,
- Мамоновская,
- Милеевская,
- Овсорокская,
- Огорская,
- Песоченская,
- Плохинская,
- Погостовская,
- Подбужская,
- Пупковская,
- Савкинская,
- Семиревская,
- Соповская,
- Теребенская,
- Улемльская,
- Фоминичская,
- Холмищенская,
- Чернышенская,
- Яровщинская.

В 1920-х годах было проведено укрупнение волостей, в результате которого к 1927 году их осталось 6:
- Думиничская,
- Жиздринская,
- Маклаковская (центр — село Зимницы),
- Милеевская,
- Плохинская,
- Судимирская.

## Население
По данным переписи 1897 года в уезде проживало 240 347 человек. В том числе русские — 99,5 %. В уездном городе Жиздре проживало 6004 человек.
По итогам всесоюзной переписи населения 1926 года население уезда составило 217 484 человек, из них городское — 12 887 человек.
| Год  | Численность | Численность |
| ---- | ----------- | ----------- |
| 1851 | 157 345     | [ 5 ]       |
| 1859 | 156 787     | [ 6 ]       |
| 1870 | 167 205     | [ 7 ]       |
| 1880 | 183 310     | [ 8 ]       |
| 1897 | 240 347     |             |
| 1912 | 322 967     | [ 9 ]       |
| 1913 | 335 754     | [ 10 ]      |
| 1915 | 340 254     | [ 11 ]      |
| 1916 | 326 134     | [ 12 ]      |
| 1920 | 230 486     | [ 13 ]      |
| 1925 | 211 522     | [ 14 ]      |
| 1926 | 217 484     |             |